# Igreja de Santa Maria dos Olivais

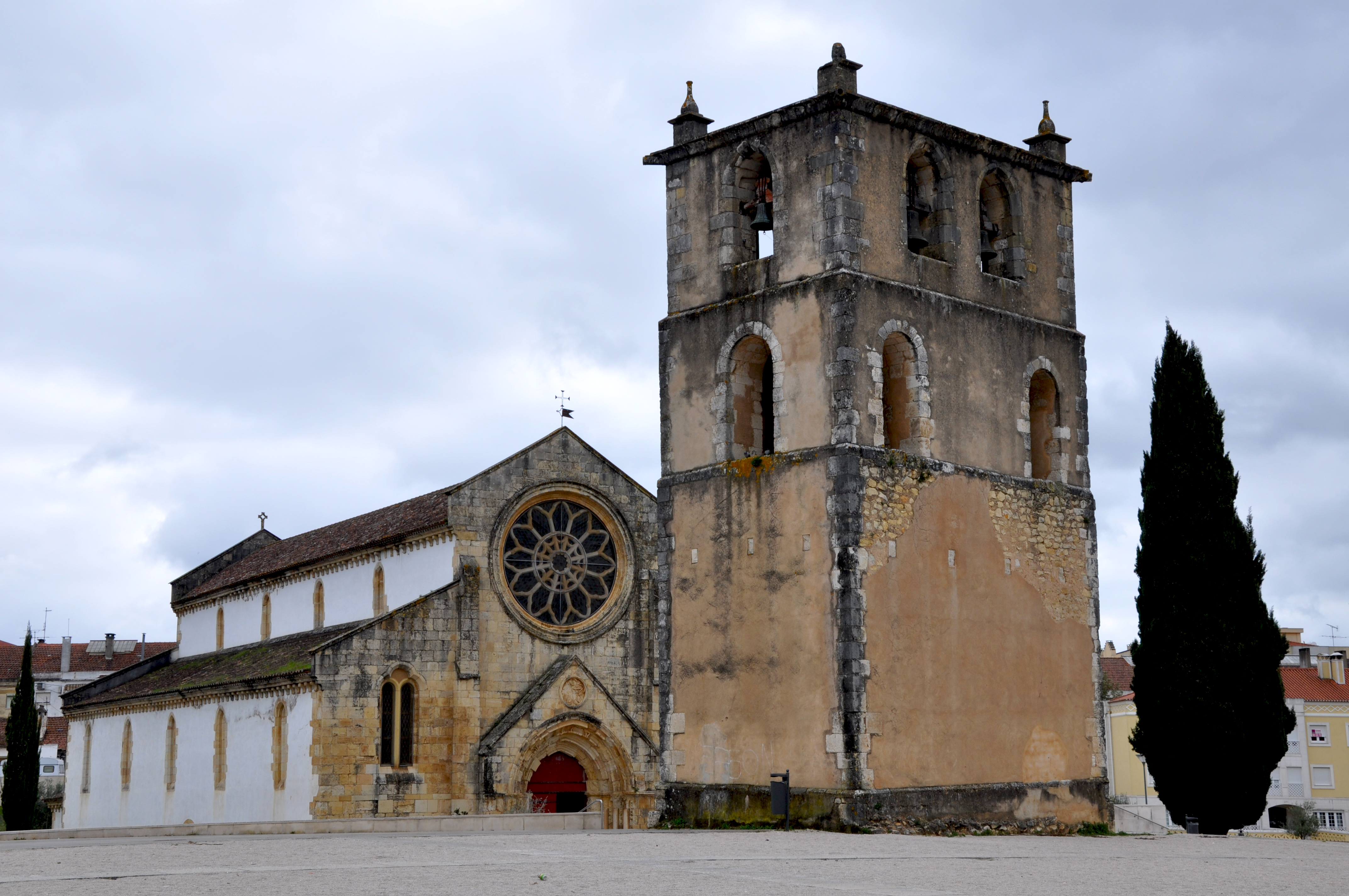
Kirche Santa Maria do Olival

Die Kirche Santa Maria do Olival steht in Tomar, Portugal. Die Kirche aus dem dreizehnten Jahrhundert ist der heiligen Maria gewidmet. Sie befindet sich in der Innenstadt Tomars, am linken Ufer des Nabão. Der Gebäudekomplex ist seit 1910 als Monumento nacional denkmalgeschützt.
Der Ordensmeister Gualdim Pais ließ die Kirche Santa Maria do Olival im 12. Jahrhundert als Pantheon der Templer errichten. Im Innern befinden sich die gotischen Gräber von Gualdim Pais und der Großmeister Lourenço Martins und Don Gil Martins (erster Meister des Christusritterordens).
Das Gotteshaus stammt aus dem 13. Jahrhundert und ist ein bedeutendes Beispiel portugiesischer Gotik. Durch ein großes Rosettenfenster fällt Licht in den großen dreischiffigen Innenraum. Die Kirche weist sowohl im Innern als auch an der Fassade die für Bettelorden charakteristische Schlichtheit auf. Man nimmt an, dass ihr Erbauer auch am Bau des Klosters von Alcobaça mitgewirkt hat.
Von dem quadratischen Turm, der etwas erhöht gegenüber der Kirche steht, wird vermutet, dass er in einen Tunnel führte, der die Kirche mit der Templerburg von Tomar verband.
Wahrscheinlich wurde die Kirche auf den Ruinen eines alten Benediktinerklosters erbaut, die Änderungen aus dem 13. Jahrhundert gaben ihr das heutige Aussehen.  
In der Regierungszeit von König Manuel I. wurde die Kirche im 15. und 16. Jahrhundert saniert und teilweise geändert (Südgalerie).